# Belomorsk
Belomorsk (russisch Беломорск, karelisch Šuomua) ist eine Stadt in der Republik Karelien (Russland) mit 11.217 Einwohnern (Stand 14. Oktober 2010).

## Geografie

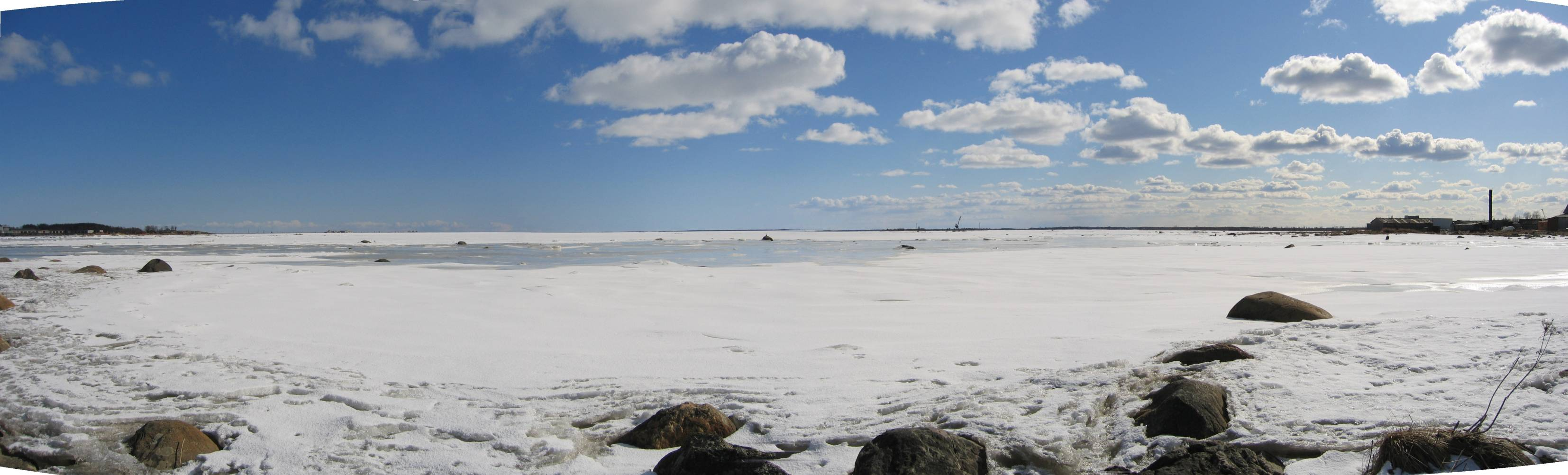
Uferbereich des Weißen Meeres in Belomorsk

Die Stadt liegt etwa 375 Kilometer nördlich der Republikhauptstadt Petrosawodsk, zum Teil auf drei größeren und mehreren kleineren Inseln an der Mündung des Wyg und seines Nebenflusses Schischnja ins Weiße Meer.
Der Wyg ist hier zum Weißmeer-Ostsee-Kanal ausgebaut, dessen nördliches Ende sich am südlichen Stadtrand befindet.
Belomorsk ist Verwaltungszentrum des gleichnamigen Rajons.

## Geschichte

### Allgemeines
Ein Dorf namens Soroki an der Mündung des Wyg ins Weiße Meer wurde bereits im 12. Jahrhundert urkundlich erwähnt. Der Name entspricht der russifizierten karelischen Bezeichnung eines der Mündungsarme des Flusses, Soarijoki.
Zu Beginn des 20. Jahrhunderts entstanden in der Nähe zwei Sägewerke mit zugehöriger Arbeitersiedlung.
1938 wurden das alte Dorf Soroki, die Sägewerkssiedlung Solunina, die Siedlung bei der Bahnstation der Murmanbahn Sorokskaja und eine beim Bau des Weißmeer-Ostsee-Kanals entstandene Kanalarbeitersiedlung zur Stadt Belomorsk vereinigt. Der Name ist vom russischen Бе́лое мо́ре / Beloje more für Weißes Meer abgeleitet. Von 1941 bis 1945, während der Besatzung von Petrosawodsk durch finnische Truppen im Zweiten Weltkrieg, war Belomorsk Hauptstadt der Karelo-Finnischen SSR.

### Bevölkerungsentwicklung
| Jahr | Einwohner |
| ---- | --------- |
| 1939 | 12.238    |
| 1959 | 14.783    |
| 1970 | 16.595    |
| 1979 | 18.071    |
| 1989 | 18.935    |
| 2002 | 13.103    |
| 2010 | 11.217    |

Anmerkung: Volkszählungsdaten

## Kultur und Sehenswürdigkeiten

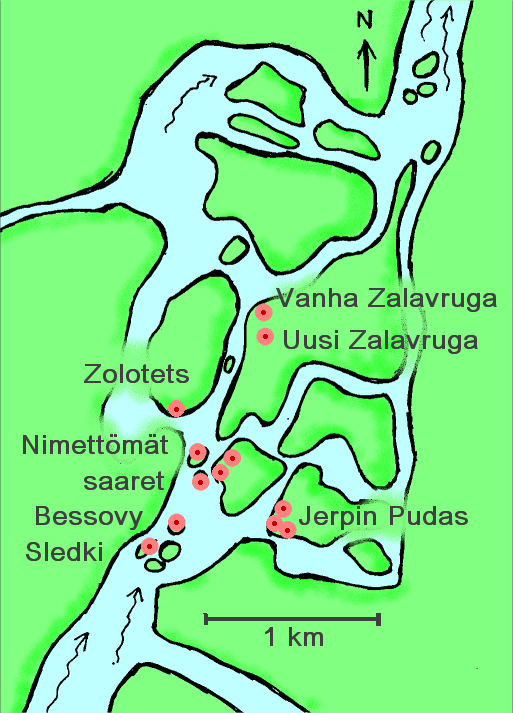
Felsritzungsplätze am Vyg (Fluss)

Die Stadt besitzt ein Heimatmuseum, dessen Ausstellung sich u. a. mit den Belomorsker Petroglyphen und der Geschichte der Pomoren beschäftigt.
Die etwa 470 Menschen, Tiere und Jagdszenen darstellenden Felszeichnungen am Wasserfall Scheirukscha am Unterlauf des Wyg stammen aus dem 3. bis 1. Jahrtausend v. Chr. Bei den Felszeichnungen wurde ein Ausstellungspavillon als Filiale des Belomorsker Heimatmuseums errichtet.

## Wirtschaft
Die Wirtschaft von Belomorsk wird durch die holz- und fischverarbeitende Industrie bestimmt. Es existieren eine Papierfabrik und ein Sägewerk; der Hafen ist Stützpunkt der karelischen Fischereiflotte (Karelrybflot).

## Verkehr

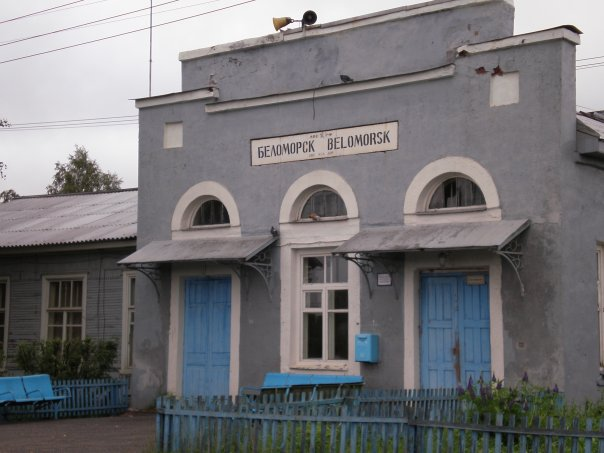
Der Bahnhof von Belomorsk

Der Bahnhof der Stadt liegt an der 1917 eröffneten Murmanbahn, einer heute zur Oktoberbahn der RŽD gehörenden Bahnstrecke von Sankt Petersburg nach Murmansk (Streckenkilometer 780).
Belomorsk besitzt einen Seehafen.